# Hallau
Hallau är en ort och kommun i kantonen Schaffhausen, Schweiz. Kommunen hade 2 389 invånare (2023).